# Nacho Ruiz Capillas
Pour les articles homonymes, voir Ruiz.
Ignacio, dit Nacho, Ruiz Capillas, né en 1966 à Madrid (État espagnol), est un monteur de cinéma espagnol.
Il a remporté un Goya au meilleur montage et plusieurs Médailles du meilleur montage du Círculo de Escritores Cinematográficos,,.

## Biographie
Nacho Ruiz Capillas commence à monter des courts métrages produits par Elías Querejeta dans la décennie 1980. Son premier long métrage remarqué est El aliento del diablo de Paco Lucio (1993) et, en 1996, il reçoit sa première médaille du Círculo de Escritores Cinematográficos pour son travail sur El último viaje de Robert Rylands (es) de Gracia Querejeta. Il est monteur pour des réalisateurs comme Alejandro Amenábar, Daniel Sánchez Arévalo, Fernando León de Aranoa ou José Luis Cuerda. En 2001, il gagne à nouveau la Médaille du Círculo de Escritores Cinematográficos pour Intacto, en 2004 pour Héctor et, en 2002, il obtient le Goya du meilleur montage pour Les Autres (The Others),. En 2018, il gagne le prix du meilleur monteur au Festival international du nouveau cinéma latino-américain de La Havane pour son travail sur Compañeros.

## Filmographie
- 1993 : El aliento del diablo
- 1996 : El último viaje de Robert Rylands (es)
- 1998 : If Only... (Lluvia en los zapatos)
- 1998 : Barrio
- 1999 : La Langue des papillons (La lengua de las mariposas)
- 1999 : Jeu de rôles (Nadie conoce a nadie)
- 2000 : El Bola
- 2001 : Les Autres (The Others)
- 2001 : Intacto
- 2002 : Les Lundis au soleil (Los lunes al sol)
- 2002 : Umurage
- 2003 : Noviembre
- 2004 : Héctor
- 2005 : El Calentito
- 2005 : Princesas
- 2006 : Azul (Azuloscurocasinegro)
- 2007 : Siete mesas de billar francés
- 2008 : Los girasoles ciegos
- 2009 : Agora
- 2009 : Gordos
- 2010 : Amador
- 2011 : Lobos de Arga (es)
- 2011 : Katmandou, un miroir dans le ciel (Katmandú, un espejo en el cielo)
- 2013 : La gran familia española
- 2016 : El olivo
- 2016 : No culpes al karma de lo que te pasa por gilipollas (es)
- 2017 : Escobar (Loving Pablo)
- 2018 : Compañeros (La noche de 12 años)
- 2018 : Yuli
- 2019 : L'Échappée sauvage (Intemperie)
- 2019 : Vivir dos veces (es)
- 2019 : El proyeccionista (es)
- 2020 : El inconveniente
- 2020 : Le Mariage de Rosa (La boda de Rosa)
- 2021 : Finlandia
- 2021 : Mediterráneo de Marcel Barrena
- 2021 : Les Repentis (Maixabel)
- 2021 : The Unemployment Club (en)
- 2021 : Sol en el Agua
- 2022 : Amor de madre (es)
- 2022 : The Three Wise Kings vs Santa (en) (en post-production)
- 2023 : Tin & Tina
- 2024: L'Affaire Nevenka d'Icíar Bollaín